# Piet van der Maaden
Piet van der Maaden was een Nederlands kunstschilder, die zich toelegde op het aquarelleren en het maken van gouaches. Van der Maaden ontwierp onder andere net na de Tweede Wereldoorlog promotiemateriaal voor de Koninklijke Luchtvaart Maatschappij, zoals posters, kaarten en illustreerde het door Hans Kosman geschreven KLM-stripalbum "De legende van de Vliegende Hollander" (1948) .
Ook maakte hij gouaches met het thema "Vrijmetselarij"; Van der Maaden was vrijmetselaar. Zeventien van zijn maçonnieke kunstwerken zijn in handen van het Cultureel Maçonniek Centrum 'Prins Frederik'.